# Hohenwarte
Hohenwarte ist eine Gemeinde im Landkreis Saalfeld-Rudolstadt in Thüringen (Deutschland). Erfüllende Gemeinde für Hohenwarte ist die Gemeinde Kaulsdorf.

## Geografie
Die Gemeinde liegt im Naturpark Thüringer Schiefergebirge-Obere Saale am Hohenwarte-Stausee.

## Geschichte

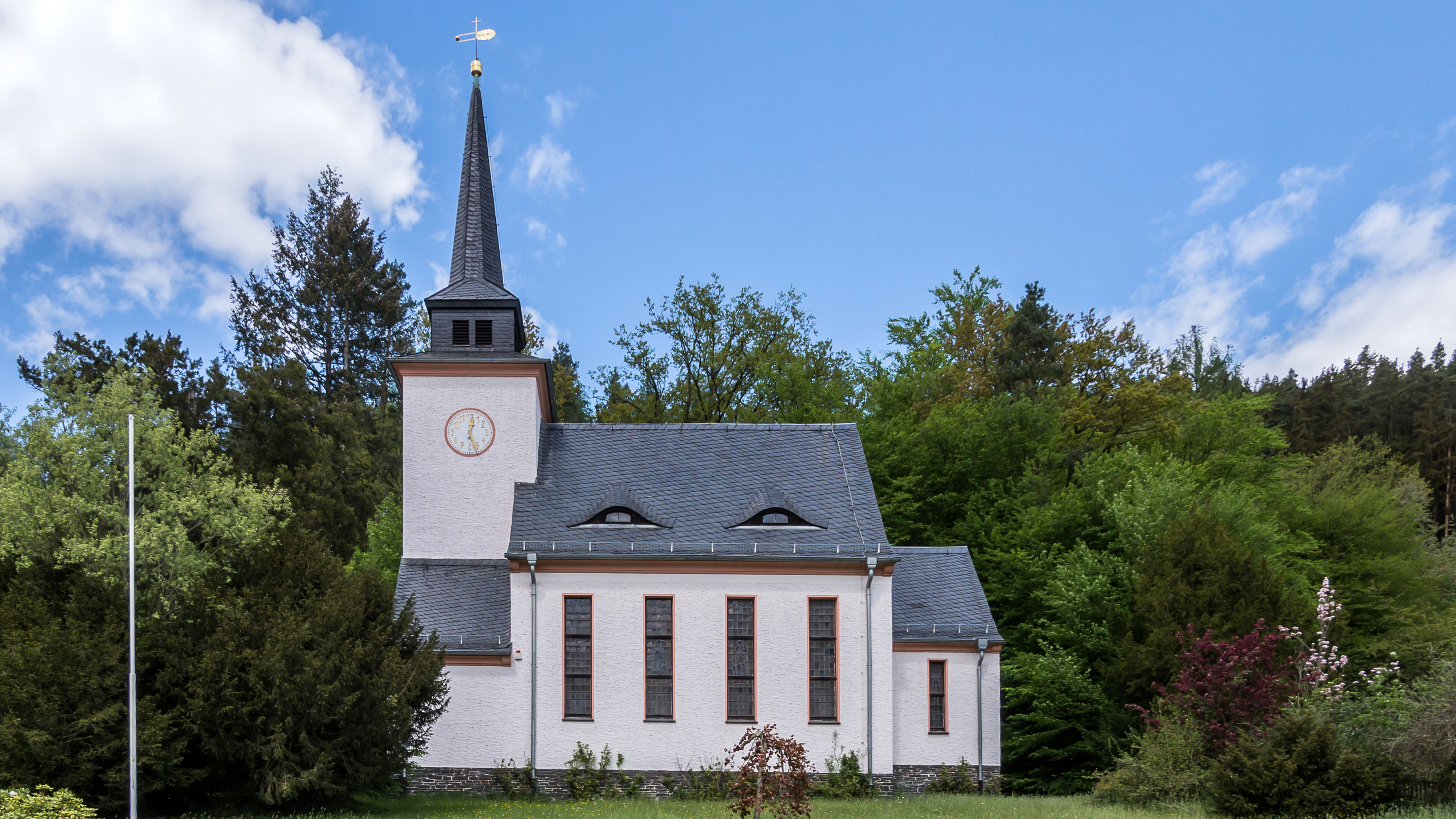
Kirche

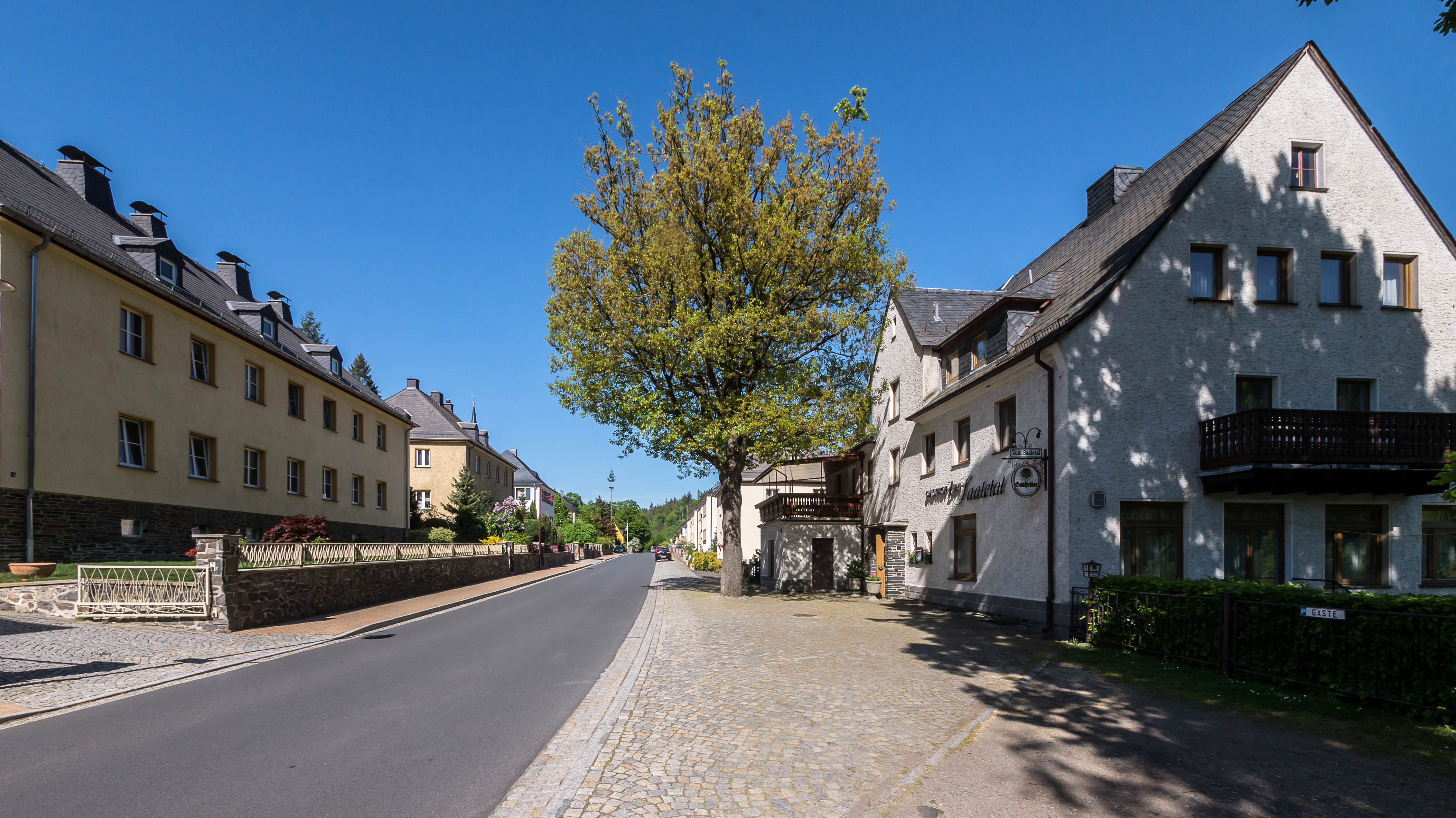
Denkmalensemble Preßwitzer Straße 1–22

1361 wurde Hohenwarte erstmals urkundlich erwähnt. Der Ort gehörte zur Grafschaft Schwarzburg-Leutenberg und nach deren Erlöschen von 1564 bis 1918 zur Oberherrschaft der Grafschaft bzw. des Fürstentums Schwarzburg-Rudolstadt.
Über Jahrhunderte prägte der Betrieb von Mühlen den kleinen Ort an der Saale. Die Rudolstädter Firma Grosch & Zitkow errichtete 1904 eine Kartonagenfabrik in Hohenwarte. Durch den Zuzug von vielen Arbeitskräften stieg die Einwohnerzahl rasch an. Der Bau der Talsperre Hohenwarte veränderte schließlich das Ortsbild grundlegend. Die Saalkirche wurde 1934–38 als Ersatz für diese untergegangene Kirche von Preßwitz neu erbaut. Für die Arbeiter der Pumpspeicherwerke Hohenwarte wurden Neubaublöcke gebaut. In den 1960er Jahren zählte der Ort über 300 Einwohner. Seit der politischen Wende ist er besonders stark vom demografischen Wandel betroffen; die Einwohnerzahl hatte sich mittlerweile mehr als halbiert.
Zurzeit ist sie von 140 auf 180 gestiegen.
Von 1993 bis 1995 gehörte die Gemeinde der Verwaltungsgemeinschaft Saale-Loquitz an. Mit Auflösung dieser am 19. Oktober 1995 wurde Kaulsdorf zur erfüllenden Gemeinde für Hohenwarte.

## Politik

### Gemeinderat
Der Hohenwarter Gemeinderat setzt sich aus fünf Mitgliedern des Schützenvereins und einem Einzelbewerber zusammen (Stand: 2019).

### Bürgermeister
Der ehrenamtliche Bürgermeister von Hohenwarte ist seit 2010 Manfred Drieling. Er wurde zuletzt in der Wahl am 13. November 2022 im Amt bestätigt.